# Suilven
Suilven (Schots-Gaelisch: Sula Bheinn - de pijler) is een berg gelegen in Assynt in het noordwesten van het Schotse Sutherland. De berg rijst bijna verticaal op uit het wildernislandschap dat voornamelijk bestaat uit heide, moerassen en meren en vormt daarmee het type inselberg.
De berg vormt een 2 kilometer lange steile bergkam. Het hoogste punt van deze bergkam, Caisteal Liath (Schots-Gaelisch: Grijs kasteel) 731 meter, ligt op het noordwestelijke deel van de kam. Er zijn nog twee toppen: Meall Meadhonach (ronde midden heuvel) ligt ongeveer in het midden en is 723 meter hoog, terwijl Meall Beag (kleine ronde heuvel) in het zuidoosten ligt.
Geologisch gezien bestaat Suilven uit Torridonian-zandsteen, eerder roodbruin van kleur, terwijl de voet van de berg uit gneiss bestaat, herkenbaar aan zijn grijze kleur. Omdat al het zachte gesteente is geërodeerd is er een getuigenheuvel ontstaan.
Vanaf de kust lijkt de Suilven een grote grijze pilaar. Vandaar dat de Vikingen de berg Sul Fhal of de pijler hebben genoemd.

## Beklimming
De meest gebruikte route om de berg te beklimmen begint via een weggetje, dat leidt naar Glencanisp Lodge, ongeveer 1,5 kilometer van Lochinver. Van hier leidt een pad richting de berg. Na circa 6 kilometer is er vanaf een cairn een 2 kilometer lang moerassig pad tot aan de voet van de bergkam. Hier start de steile beklimming van de berg. De top zelf is breed en grassig, met diepe klippen aan beide zijden.
Andere routes:
- Vanuit Inverkirkaig, 4 kilometer ten zuiden van Lochinver. Hier leidt een pad tot aan de voet van de Suilven, langs de Falls of Kirkaig.
- Vanuit het plaatsje Elphin.

De afstand via elk van de routes bedraagt minstens 25 kilometer.

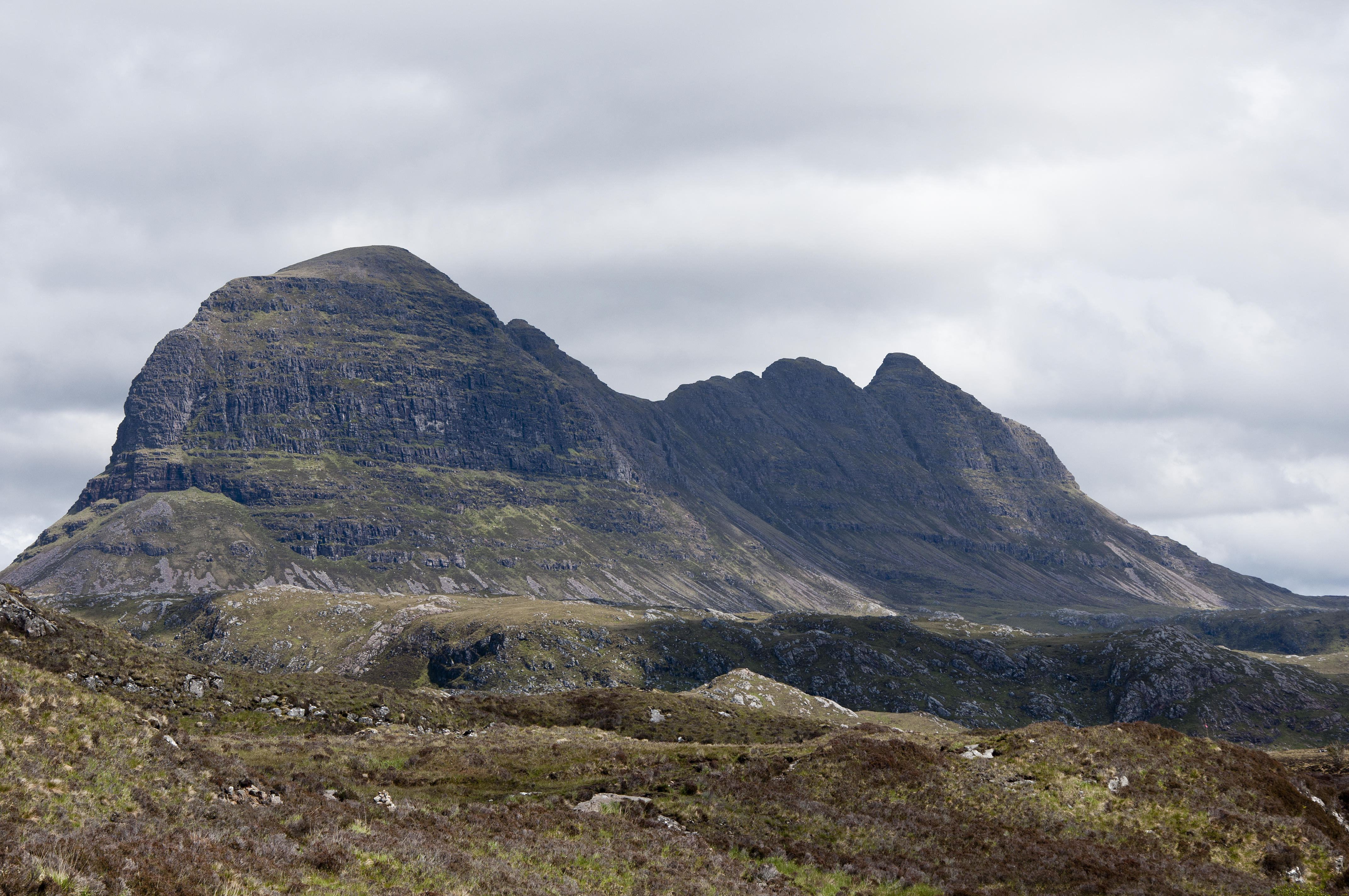
Suilven vanaf het wandelpad naar Falls of Kirkaig
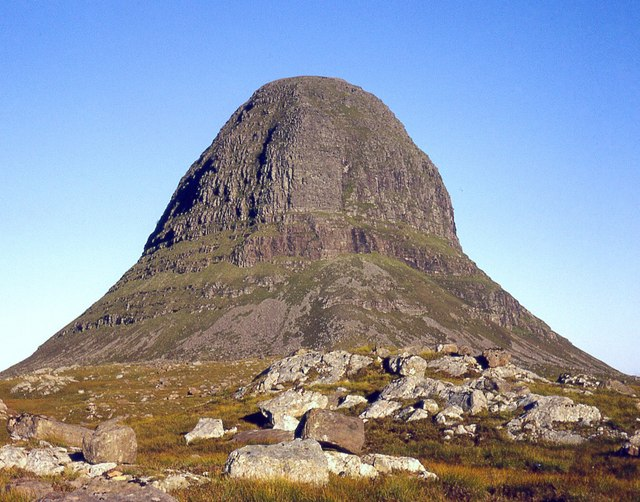
Suilven